# Otterburn Park
Otterburn Park è un comune del Canada, situato nella provincia del Québec, nella regione di Montérégie.